# Milan Průcha
Milan Průcha (* 23. November 1931 in Pilsen) ist ein tschechischer Philosoph.

## Leben
Er lehrte seit 1976 als Professor der Philosophie am Institut für Philosophie und dem Osteuropa-Institut der FU Berlin.

## Schriften (Auswahl)
- Technik und Philosophie. In: Ulrich Duchrow (Hrsg.): Weltreligionen und Marxismus vor der wissenschaftlich-technischen Welt (= Marxismus-Studien. Bd. 6). Mohr Siebeck, Tübingen 1969, S. 172–186.

- mit Rüdiger Thomas: Marx und die Folgen. Studien zur Rezeptionsgeschichte des Marxschen Denkens. v. Hase & Koehler, Mainz 1974, ISBN 3-7758-0870-1.
- Wandlungen im Charakter des marxistisch-christlichen Dialogs. In: Helmuth Rolfes (Hrsg.): Marxismus, Christentum (= Grünewald-Materialbücher. Bd. 6). Grünewald, Mainz 1974, ISBN 3-7867-0481-3, S. 262–275.
- Freie Assoziation oder höchstes Wesen? In: Ferdinand Reisinger (Hrsg.): Marxismus und Christentum (= Linzer philosophisch-theologische Reihe, Bd. 18) OLV-Buchverlag, Linz 1983, ISBN 3-85214-389-6, S. 32–53.
- Zu den Möglichkeiten einer philosophischen Auseinandersetzung mit der gegenwärtigen Gewalteskalation. In: Christoph Schulte (Hrsg.): Um Kopf und Krieg – Widersprüche (= Sammlung Luchterhand. Bd. 796). Luchterhand, Darmstadt 1987, ISBN 3-472-61796-9, S. 61–78.
- Zur Kritik am Subjektbegriff der Moderne. In: Werner Süß (Hrsg.): Übergänge. Zeitgeschichte zwischen Utopie und Machbarkeit. Beiträge zu Philosophie, Gesellschaft und Politik. Hellmuth G. Bütow zum 65. Geburtstag. Duncker & Humblot, Berlin 1989, ISBN 3-428-06785-1, S. 83–100.
- Zur philosophischen Bestimmung des Umbruchs in Osteuropa. In: Brigitte Heuer, Milan Prucha (Hrsg.): Der Umbruch in Osteuropa als Herausforderung für die Philosophie. Dem Gedenken an René Ahlberg gewidmet. Frankfurt am Main 1995, ISBN 3-631-48298-1, S. 277–314.
- Seinsfrage und Anfang in Hegels "Wissenschaft der Logik". In: Andreas Arndt (Hrsg.): Hegels Seinslogik. Interpretationen und Perspektiven. Akademie-Verlag, Berlin 2000, ISBN 3-05-003347-9, S. 109–125.
- Nietzsche dialektisch. In: Ralf Krause (Hrsg.): Nietzsche – Perspektiven der Macht. Parodos-Verlag, Berlin 2009, ISBN 978-3-938880-27-2, S. 105–140.
- Der Fortschrittsglaube und die Verwirklichung der Philosophie. In: Šimona Löwenstein (Hrsg.): Die europäische Zivilisation und ihre Probleme. Festschrift für Bedřich Loewenstein, Bd. 2. Verlagsbuchhandlung Sabat, Kulmbach 2019, ISBN 978-3-943506-60-0, S. 196–217.